# Attalea spectabilis
Attalea spectabilis är en enhjärtbladig växtart som beskrevs av Carl Friedrich Philipp von Martius. Attalea spectabilis ingår i släktet Attalea och familjen Arecaceae. Inga underarter finns listade i Catalogue of Life.